# Dominik Sackmann
Dominik Sackmann (* 1960 in Riehen) ist ein Schweizer Musikwissenschaftler, Musikschriftsteller und Organist.

## Leben und Werk
Sackmann studierte 1980–1984 Orgel bei Susanne Linde in Zürich und nahm Cembalokurse bei Ton Koopman, Don Franklin und Johann Sonnleitner. Zudem studierte er 1980–1987 Musikwissenschaft, Kirchengeschichte und Lateinische Philologie an der Universität Basel und Universität Bern. 1999 promovierte er in Zürich mit Studien über Johann Sebastian Bach und Arcangelo Corelli.
1988–1993 war er Musikredaktor bei DRS 2. Seit 1992 lehrt er als Professor an der Hochschule für Musik und Theater Zürich für Musikgeschichte, Aufführungspraxis und Kammermusik. Seit 2007 ist er Leiter des Forschungsschwerpunkts Musikalische Interpretation. Seit 1994 wirkt er als Geschäftsführer der Stiftung Christoph Delz (Basel). Seit 2006 ist er Präsident der Sektion Zürich der Schweizerischen Musikforschenden Gesellschaft, seit 2007 Präsident des Barockorchesters Capriccio.
Er veröffentlichte Publikationen über Johann Sebastian Bachs Instrumentalmusik, die Bach-Rezeption, Orgelmusik, Bibliotheksgeschichte, Aufführungspraxis und Interpretationsgeschichte sowie die Musikgeschichte der Schweiz.